# Jan Paweł II - Santo Subito. Świadectwa świętości
Jan Paweł II - Santo Subito. Świadectwa świętości – polsko-włoski film dokumentalny z 2014 roku w reżyserii Piotra Dziubaka.

## Fabuła
Film jest zapisem podróży po różnych częściach świata ks. Sławomira Odera z ekipą filmową, postulatora procesów beatyfiakcyjnego i kanonizacyjnego Jana Pawła II. Poszukuje on ludzi na których życie znacząco wpłynęła postać Jana Pawła II. Jedną z tych osób jest Floribeth Diaz z Kostaryki, kobieta chora na nieoperacyjnego tętniaka mózgu, która w dniu beatyfikacji Jana Pawła II nieoczekiwanie poczuła się lepiej. Jak się później okazało tętniak mózgu zniknął. Lekarze nie umieli tego naukowo wytłumaczyć. Jej przypadek został uznany przez Kościół za cud i stał podstawą kanonizacji Jana Pawła II.